# Unterseeboot 43 (1939)
Pour les articles homonymes, voir Unterseeboot 43.
Le Unterseeboot 43 (ou U-43) est un sous-marin allemand (U-Boot) de type IX construit pour la Kriegsmarine pendant la Seconde Guerre mondiale.
Il est commandé dans le cadre du plan Z le 21 novembre 1936 en violation du traité de Versailles qui proscrit la construction de ce type de navire par l'Allemagne.
En mars 1943, il coule par mégarde le navire allemand Doggerbank, ne laissant qu'un marin rescapé.

## Présentation
Mis en service le 26 août 1939, l'équipage de l'Unterseeboot 43 reçoit sa formation de base dans la Unterseebootsflottille Handius à Wilhelmshaven en Allemagne jusqu'au 31 octobre 1939 pour être affecté à une formation de combat, toujours avec la Unterseebootsflottille Handius. À la dissolution de celle-ci le 31 décembre 1939, il rejoint dès le début de l'année suivante la 2. Unterseebootsflottille, basée d'abord à Wilhelmshaven, puis à partir du 18 octobre 1940, à Lorient en France à la base sous-marine.
Il quitte le port de Wilhelmshaven pour sa première patrouille le 6 novembre 1939 sous les ordres du Kapitänleutnant Wilhelm Ambrosius. 

Le 16 novembre 1939, après le naufrage du navire marchand britannique Arlington, il est pris en chasse par l'escorte du convoi SL-7 lui lançant des charges de profondeurs pendant vingt heures, lui causant de graves dommages. L'U-41 est également chassé en même temps.
Le 22 novembre 1939, après une attaque réussie contre le convoi français BS-14, l'escorte bombarde l'U-43 de vingt-trois charges de profondeur. Aucun dommage n'est à déplorer.
Le 8 décembre 1939, l'U-Boot est attaqué par un avion à 9 h 31, ce dernier lui infligeant de graves dommages. Il s'agit de la troisième attaque au cours de cette patrouille.
Après 39 jours en mer et un palmarès de trois navires marchands coulés pour un total de 11 772 tonneaux, le bateau retourne à Wilhelmshaven qu'il touche le 14 décembre 1939.
L'Unterseeboot 43 a effectué quatorze patrouilles dans lesquelles il a coulé vingt-et-un navires marchands pour un total de 117 036 tonneaux et a endommagé un navire marchand de 10 350 tonneaux et un autre qui ne sera pas réparé de 9 131 tonneaux au cours de ses 606 jours en mer.
Le 22 avril 1940, l'U-43 est bombardé par deux bombardiers Lockheed Hudson dans la mer du Nord, lui occasionnant de légers dégâts.
Le 28 mai 1940, l'U-Boot rate l'attaque sur le navire marchand à vapeur britannique Alca, avec une torpille, puis ouvre le feu avec le canon de pont au sud-ouest de Land's End. Le navire riposte, mais aucun des deux navires ne l'emporte ; l'U-Boot rompt l'attaque.
Le 30 novembre 1941, après le naufrage de deux navires marchands britanniques du convoi OS-12, l'U-Boot subit une contre-attaque par des charges de profondeur pendant plusieurs heures, mais il réussit à s'en échapper sain et sauf.
Dans l'Atlantique, proche des Îles Canaries le 3 mars 1943 à 21 h 53, l'U-43 lance trois torpilles accidentellement contre le navire allemand Doggerbank ; le sous-marin allemand confond ce dernier avec le navire britannique Dunedin Star. Le Doggerbank coule en deux minutes avec peut-être deux cents hommes.
L'U-43 observe cinq canots de sauvetage lancés du navire et tente, sans résultat, de prendre contact. Après trois semaines de dérive vers les côtes d'Amérique du Sud, un survivant du Doggerbank est sauvé par le pétrolier espagnol Campoamor le  29 mars 1943.
Sa quatorzième patrouille le fait partir de la base sous-marine de Lorient le 13 juillet 1943 sous les ordres de l'Oberleutnant zur See Hans-Joachim Schwantke. 

Le 9 juillet 1943, à 21 h 25, dans le Golfe de Gascogne, l'U-43 et l'U-403 sont attaqués par un bombardier britannique Consolidated B-24 Liberator Mk.V BZ772 (Squadron 86/RAF). L'U-403 a immédiatement plongé, couvert par l'U-43, qui repousse une première attaque, puis plonge. L'avion a subi des dommages et un membre d'équipage est blessé, mais le pilote a lancé deux torpilles à tête chercheuse Fido dans le sillage de l'U-Boot et a observé un possible succès. Pourtant, les deux U-Boote sont intacts. Ils ont pour leur part cru que l'avion amerrissait. Les Allemands ont affirmé avoir abattu l'avion, lequel est revenu à son terrain de départ.
Après dix-huit jours en mer, l'U-43 est coulé le 30 juillet 1943 dans l'Atlantique au sud-ouest des Açores à la position géographique de 34° 57′ N, 35° 11′ O par une torpille Mk 24 FIDO lancée d'un avion Grumman TBF Avenger, attaché au porte-avions d'escorte américain USS Santee. Les 55 membres d'équipage meurent dans cette attaque.

## Affectations successives
- Unterseebootsflottille Handius du 26 août au 31 octobre 1939 (entrainement)
- 6. Unterseebootsflottille du 1er novembre au 31 décembre 1939 (service actif)
- 2. Unterseebootsflottille du 1er janvier 1940 au 30 juillet 1943 (service actif)

## Commandement
- Kapitänleutnant Wilhelm Ambrosius du 26 août 1939 au 20 octobre 1940
- Kapitänleutnant Wolfgang Lüth du 21 octobre 1940 au 11 avril 1942
- Oberleutnant zur See Hans-Joachim Schwantke  du 12 avril 1942 au 30 juillet 1943

## Patrouilles
|       | Commandant                   | Départ            | Départ        | Arrivée           | Arrivée       | Jours     | Succès    |
| ----- | ---------------------------- | ----------------- | ------------- | ----------------- | ------------- | --------- | --------- |
| 1     | Kptlt. Wilhelm Ambrosius     | 6 novembre 1939   | Wilhelmshaven | 14 décembre 1939  | Wilhelmshaven | 39 jours  | 11 772    |
| 2     | Kptlt. Wilhelm Ambrosius     | 13 mars 1940      | Wilhelmshaven | 6 avril 1940      | Wilhelmshaven | 25 jours  |           |
| 3     | Kptlt. Wilhelm Ambrosius     | 12 avril 1940     | Wilhelmshaven | 23 avril 1940     | Wilhelmshaven | 12 jours  |           |
| 4     | Kptlt. Wilhelm Ambrosius     | 13 mai 1940       | Wilhelmshaven | 22 juillet 1940   | Wilhelmshaven | 71 jours  | 29 456    |
|       | Kptlt. Wilhelm Ambrosius     | 9 septembre 1940  | Wilhelmshaven | 12 septembre 1940 | Bergen        | 4 jours   |           |
| 5     | Kptlt. Wilhelm Ambrosius     | 15 septembre 1940 | Bergen        | 18 octobre 1940   | Lorient       | 34 jours  | 5 802     |
| 6     | Oblt. Wolfgang Lüth          | 10 novembre 1940  | Lorient       | 17 décembre 1940  | Lorient       | 38 jours  | 31 612    |
| 7     | Kptlt. Wolfgang Lüth         | 11 mai 1941       | Lorient       | 1er juillet 1941  | Lorient       | 52 jours  | 8 017     |
| 8     | Kptlt. Wolfgang Lüth         | 2 août 1941       | Lorient       | 23 septembre 1941 | Lorient       | 53 jours  |           |
| 9     | Kptlt. Wolfgang Lüth         | 10 novembre 1941  | Lorient       | 16 décembre 1941  | Lorient       | 37 jours  | 17 979    |
| 10    | Kptlt. Wolfgang Lüth         | 30 décembre 1941  | Lorient       | 22 janvier 1942   | Kiel          | 24 jours  | 17 594    |
| 11    | Oblt. Hans-Joachim Schwantke | 4 juillet 1942    | Kiel          | 15 août 1942      | Lorient       | 43 jours  |           |
| 12    | Oblt. Hans-Joachim Schwantke | 23 septembre 1942 | Lorient       | 16 décembre 1942  | Lorient       | 78 jours  | 9 131     |
| 13    | Oblt. Hans-Joachim Schwantke | 9 janvier 1943    | Lorient       | 31 mars 1943      | Lorient       | 82 jours  | 5 154     |
| 14    | Oblt. Hans-Joachim Schwantke | 13 juillet 1943   | Lorient       | 30 juillet 1943   | Coulé         | 18 jours  |           |
| Total | Total                        | Total             | Total         | Total             | Total         | 606 jours | 136 517 t |

Note : Oblt. = Oberleutnant zur See - Kptlt. = Kapitänleutnant

### Opérations Wolfpack
L'U-43 a opéré avec les Wolfpacks (meute de loups) durant sa carrière opérationnelle:
1. Rösing (12 juin 1940 - 15 juin 1940)
2. West (17 mai 1941 - 16 juin 1941)
3. Kurfürst (16 juin 1941 - 20 Jun 1941)
4. Grönland (10 août 1941 - 27 août 1941)
5. Markgraf (27 août 1941 - 12 septembre 1941)
6. Steuben (14 novembre 1941 - 2 décembre 1941)
7. Wolf (13 juillet 1942 - 30 juillet 1942)
8. Pirat (31 juillet 1942 - 3 août 1942)
9. Rochen (27 janvier 1943 - 28 février 1943)
10. Tümmler (1er mars 1943 - 19 mars 1943)

## Navires coulés
L'U-43 a coulé 21 navires marchands pour un total de 117 036 tonneaux et a endommagé 1 navire marchand de 10 350 tonneaux et un autre qui ne sera pas réparé de 9 131 tonneaux au cours des 14 patrouilles qu'il effectua.
| Date              | Nom                    | Tonnage (GRT) | Nationalité     | Convoi | Fait et localisation                     |
| ----------------- | ---------------------- | ------------- | --------------- | ------ | ---------------------------------------- |
| 16 novembre 1939  | Arlington Court        | 4 915         | Royaume-Uni     | SL-7A  | Coulé au 48° 14′ N, 11° 42′ O            |
| 22 novembre 1939  | Arijon                 | 4 374         | France          | 14-BS  | Coulé au 45° 40′ N, 4° 50′ O             |
| 25 novembre 1939  | Uskmouth               | 2 483         | Royaume-Uni     |        | Coulé au 43° 22′ N, 11° 27′ O            |
| 21 juin 1940      | Yarraville             | 8 627         | Royaume-Uni     | 65-X   | Coulé au 39° 40′ N, 11° 34′ O            |
| 30 juin 1940      | Avelona Star           | 13 376        | Royaume-Uni     | SL-36  | Coulé au 46° 46′ N, 12° 17′ O            |
| 9 juillet 1940    | Aylesbury              | 3 944         | Royaume-Uni     |        | Coulé au 48° 39′ N, 13° 33′ O            |
| 17 juillet 1940   | Fellside               | 3 509         | Royaume-Uni     | OA-184 | Coulé au 56° 09′ N, 12° 30′ O            |
| 25 septembre 1940 | Sulairia               | 5 802         | Royaume-Uni     | OB-217 | Coulé au 53° 43′ N, 20° 10′ O            |
| 2 décembre 1940   | Pacific President      | 7 113         | Royaume-Uni     | OB-251 | Coulé au 56° 04′ N, 18° 45′ O            |
| 2 décembre 1940   | Victor Ross            | 12 247        | Royaume-Uni     | OB-251 | Coulé au 56° 04′ N, 18° 30′ O            |
| 6 décembre 1940   | Skrim                  | 1 902         | Norvège         | OB-252 | Coulé au 53° N, 21° O                    |
| 13 décembre 1940  | Orari                  | 10 350        | Royaume-Uni     |        | Endommagé au 49° 50′ N, 20° 55′ O        |
| 15 mai 1941       | Notre Dame du Châtelet | 488           | France          |        | Coulé au 48° N, 14° O                    |
| 6 juin 1941       | Yselhaven              | 4 802         | Pays-Bas        | OB-328 | Coulé au 49° 25′ N, 40° 54′ O            |
| 17 juin 1941      | Cathrine               | 2 727         | Royaume-Uni     | SL-76  | Coulé au 49° 30′ N, 16° 00′ O            |
| 29 novembre 1941  | Thornliebank           | 5 569         | Royaume-Uni     | OS-12  | Coulé au 41° 50′ N, 29° 48′ O            |
| 30 novembre 1941  | Ashby                  | 4 868         | Royaume-Uni     | OS-12  | Coulé au 36° 54′ N, 29° 51′ O            |
| 2 décembre 1941   | Astral                 | 7 542         | Royaume-Uni     |        | Coulé au 35° 40′ N, 24° 00′ O            |
| 12 janvier 1942   | Yngaren                | 5 246         | Suède           | HX-168 | Coulé au 57° N, 26° O                    |
| 14 janvier 1942   | Chepo                  | 5 707         | Panama          | ON-55  | Coulé au 58° 30′ N, 19° 40′ O            |
| 14 janvier 1942   | Empire Surf            | 6 641         | Royaume-Uni     | ON-55  | Coulé au 58° 42′ N, 19° 16′ O            |
| 18 novembre 1942  | Brilliant              | 9 131         | USA             | SC-109 | Totalement perdu au 50° 45′ N, 45° 53′ O |
| 3 mars 1943       | Doggerbank             | 5 154         | Allemagne nazie |        | Coulé au 29° 10′ N, 34° 10′ O            |

### Source
- (en) Cet article est partiellement ou en totalité issu de l’article de Wikipédia en anglais intitulé « German submarine U-43 (1939) » (voir la liste des auteurs).

### Référence
1. ↑  Sources : Blair, vol 1, page 119
2. 1 2  Sources : Ritschel
3. ↑  Sources : KTB
4. ↑  Sources : Blair, vol 1, page 409
5. ↑  Sources : Francs/Zimmerman
6. ↑  http://uboat.net/boats/successes/u39/html
7. ↑  http://uboat.net/boats/successes/u43/html